# Nick Swisher
Nicholas „Nick“ Thompson Swisher, Spitzname Swish, (* 25. November 1980 in Columbus, Ohio) ist ein ehemaliger US-amerikanischer Baseballspieler in der Major League Baseball (MLB) auf den Positionen des Right Fielders und des First Baseman.

## Karriere

### College
Da Swisher nach dem Abschluss der High School im MLB Draft nicht ausgewählt wurde, entschied er sich für das College und spielte Baseball für das Team der Ohio State University, die Ohio State Buckeyes. 2000 erreichte er einen Batting Average von .299, 10 Home Runs und 48 RBI und wurde mit dem Titel Big 10 Freshman of the Year ausgezeichnet. Nach zwei weiteren guten Saisons wurde Swisher in der ersten Runde des MLB Drafts 2002 von den Oakland Athletics gewählt.

### Minor League
In der Minor League spielte Swisher im Farmsystem der A’s für die Visilia Oaks, Vancouver Canadians, Modesto A’s, Midland RockHounds und Sacramento River Cats. 2004 betrug sein Batting Average .263 bei 29 Home Runs und 92 RBI.

### Oakland Athletics

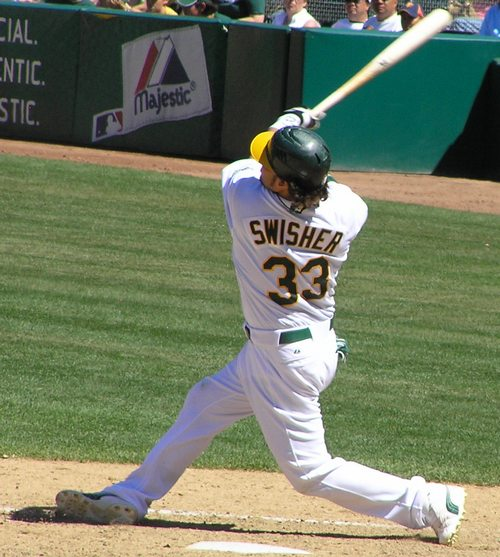
Swisher bei den Athletics 2005

Am 3. September 2004 wurde Swisher in das Team der Oakland Athletics berufen. In 20 Spielen der verbleibenden Saison schlug er .250, zwei Home Runs und acht RBI. 2005 spielte er fast die ganze Saison bei den A’s und wurde in der Rangliste MLB Rookie of the Year Award auf den sechsten Platz gewählt. 2006 spielte Swisher etwa die Hälfte seiner Spiele im Left Field und die andere Hälfte auf der ersten Base. Sein Batting Average betrug .254 mit 35 Home Runs und 95 RBI. 2007 verbesserte sich sein Batting Average nochmals auf .262 bei 22 Home Runs und 78 RBI.

### Chicago White Sox
Am 3. Januar 2008 wurde Swisher zu den Chicago White Sox transferiert. Hier konnte er allerdings nicht an seinen guten Offensivleistungen anknüpfen und erzielte einen Batting Average von lediglich .219. Im September 2008 wurde er deshalb von White Sox-Manager Ozzie Guillen meist nicht mehr eingesetzt.

### New York Yankees
Am 13. November 2008 wurde Swisher von den White Sox zu den New York Yankees transferiert. Die Yankees beabsichtigten, Swisher als First Baseman einzusetzen. Nachdem jedoch später First Baseman Mark Teixeira unter Vertrag genommen worden war, entschied Yankees-Manager Joe Girardi zum Abschluss des Spring-Trainings, dass Swisher nur als Spieler auf der Bank zum Einsatz kommen sollte, während Xavier Nady die Position im Right Field besetzen sollte. Am 9. April 2009 spielte Swisher erstmals von Anfang an im Right Field, da Nady in diesem Spiel als Designated Hitter eingesetzt wurde. Nachdem Nady am 14. April 2009 eine Ellbogenverletzung erlitt, die seine Saison beendete, wurde Swisher zum regulären Right Fielder der Yankees. Er schlug 2009 29 Home Runs, erzielte 82 RBI und einen Batting Average von .249.
In der Saison 2010 spielt Swisher als Stammspieler im Right Field. Anfang Juli 2010 wurde er als letzter Spieler von den Fans in das All-Star Team 2010 gewählt.

### Cleveland Indians
Am 23. Dezember 2012 unterschrieb Nick Swisher einen 4-Jahres-Vertrag bei den Cleveland Indians für 56 Millionen Dollar. Der Wechsel wurde am 3. Januar 2013 offiziell.

## Privatleben
Swisher ist der Sohn des ehemaligen Major League Catchers Steve Swisher, der in den 1970er und 1980er Jahren für verschiedene Clubs der National League gespielt hat. Nick Swisher wuchs in Parkersburg, West Virginia auf.
Swisher ist seit dem 11. Dezember 2010 mit der Schauspielerin Joanna García verheiratet, die u. a. in der Fernsehserie Gossip Girl spielt. Im Februar 2010 hatte er einen Gastauftritt in der Fernsehserie How I Met Your Mother.